# Stanisław Tołwiński

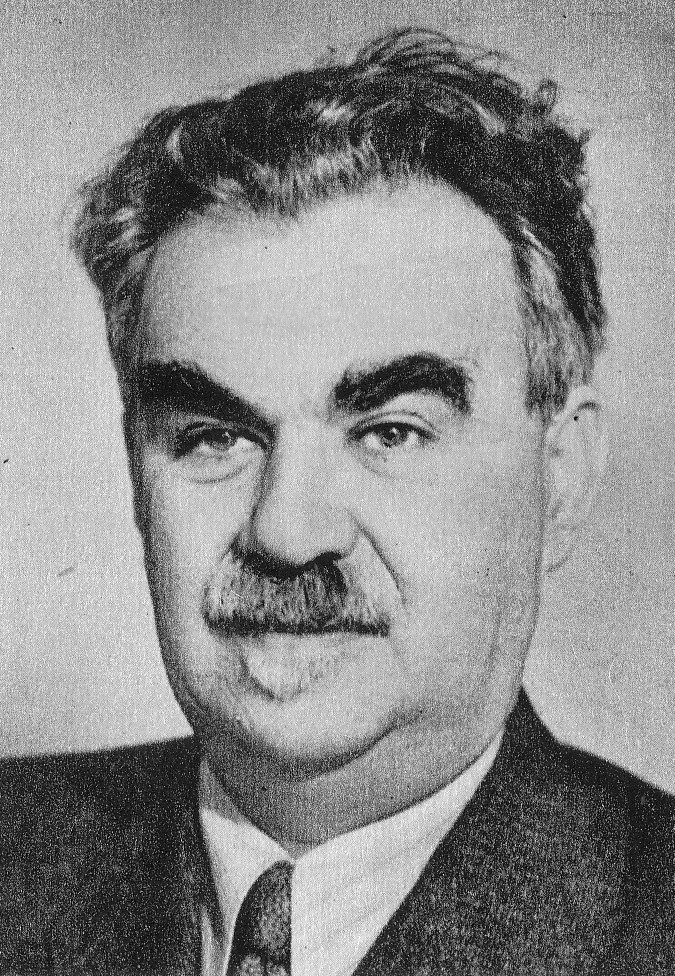
Stanisław Tołwiński

Stanisław Tołwiński (* 11. Oktober 1895 in Strzemieszyce, Dąbrowa Górnicza; † 25. Februar 1969 in Warschau) war ein Politiker der Polnischen Vereinigten Arbeiterpartei PZPR (Polska Zjednoczona Partia Robotnicza) in der Volksrepublik Polen, der unter anderem zwischen 1945 und 1950 als Stadtpräsident von Warschau Bürgermeister der Hauptstadt war. Für die Rettung mehrerer Warschauer Juden während des Zweiten Weltkrieges verlieh ihm 1997 die Gedenkstätte Yad Vashem den Titel Gerechter unter den Völkern aus Polen.

## Leben

### Studium, Gewerkschafter und Genossenschaftler

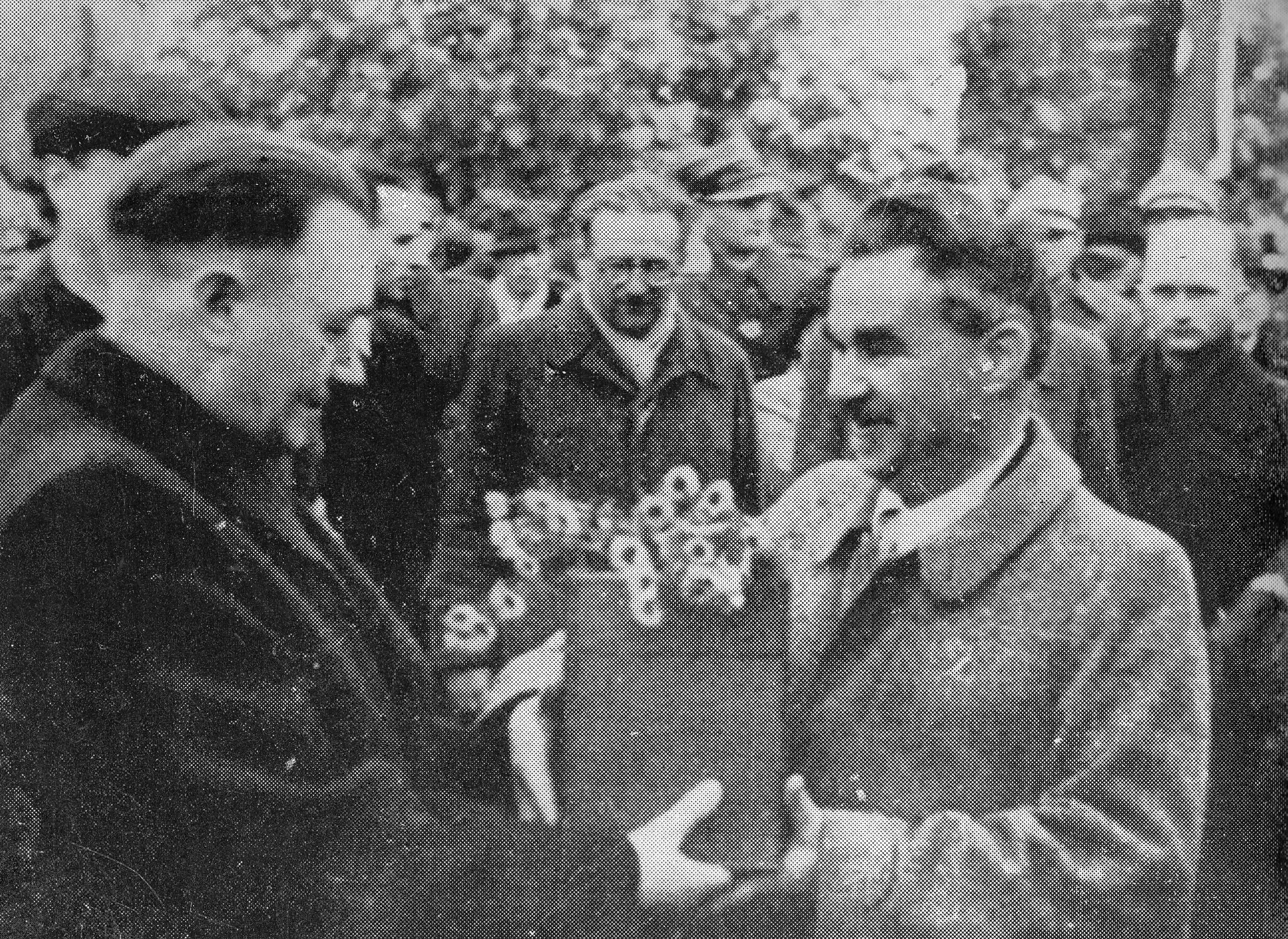
Bolesław Bierut übergibt die Urne mit dem Herzen von Frédéric Chopin an den Warschauer Bürgermeister Stanisław Tołwiński (1945).

Stanisław Tołwiński begann nach dem Schulbesuch ein Studium am Technologischen Institut in Sankt Petersburg und trat zu dieser Zeit als Mitglied der verbotenen Vereinigung der progressiven Unabhängigkeitsjugend (Unia Stowarzyszeń Polskiej Młodzieży Niepodległościowej), der sogenannten „Filarecja“, bei. Für sein politisches Engagement wurde er zwischen 1915 und 1917 von den Behörden des Russischen Kaiserreichs verhaftet. Nach seiner Entlassung ging er 1917 nach Russland und nahm als Mitglied der Polnischen Sozialistischen Partei – Revolutionäre Fraktion (Polska Partia Socjalistyczna – Frakcja Rewolucyjna) an der Oktoberrevolution teil. Nach seiner Rückkehr nach Polen engagierte er sich in Selbstverwaltung und genossenschaftlichen Aktivitäten. 1919 trat er als Mitglied der Polnischen Sozialistischen Partei PPS (Polska Partia Socjalistyczna) bei und nahm 1920 ein Studium an der privaten Freien Polnischen Universität WWP (Wolna Wszechnica Polska) auf. Zugleich begann er seine Aktivitäten in der Gewerkschaft der Arbeitergenossenschaften ZRSS (Związek Robotniczych Stowarzyszeń Spółdzielczych).
Am 11. Dezember 1921 gehörte Tołwiński unter anderem mit Jan Hempel, Bolesław Bierut, Maria Orsetti, Antoni Zdanowski, Stanisław Szwalbe, Kazimierz Domosławski und dreizehn weiteren Personen zu den Gründern der Warschauer Wohnungsbaugenossenschaft WSM (Warszawska Spółdzielnia Mieszkaniowa). Außerdem gründete er mit dem Genossenschaftler und Kommunalpolitiker Teodor Toeplitz die Warschauer Baugenossenschaft Stołeczne Przedsiębiorstwo Budowlane (SPB) und war aktives Mitglied der Arbeiter-Nahrungsmittelgenossenschaften ZRSS (Związek Robotniczych Spółdzielni Spożywców), die 1925 aus der Gewerkschaft der Arbeitergenossenschaften ZRSS entstanden war. Nach dem Überfall auf Polen durch die deutsche Wehrmacht engagierte er sich im Zweiten Weltkrieg in der Arbeiterpartei der Polnischen Sozialisten RPPS (Robotnicza Partia Polskich Socjalistów). Während des Warschauer Aufstands vom 1. August bis 2. Oktober 1944 war er Gründer der „Republika Żoliborska“, die aktiv den Einwohnern und Bedürftigen half.

### Bürgermeister von Warschau und Abgeordneter

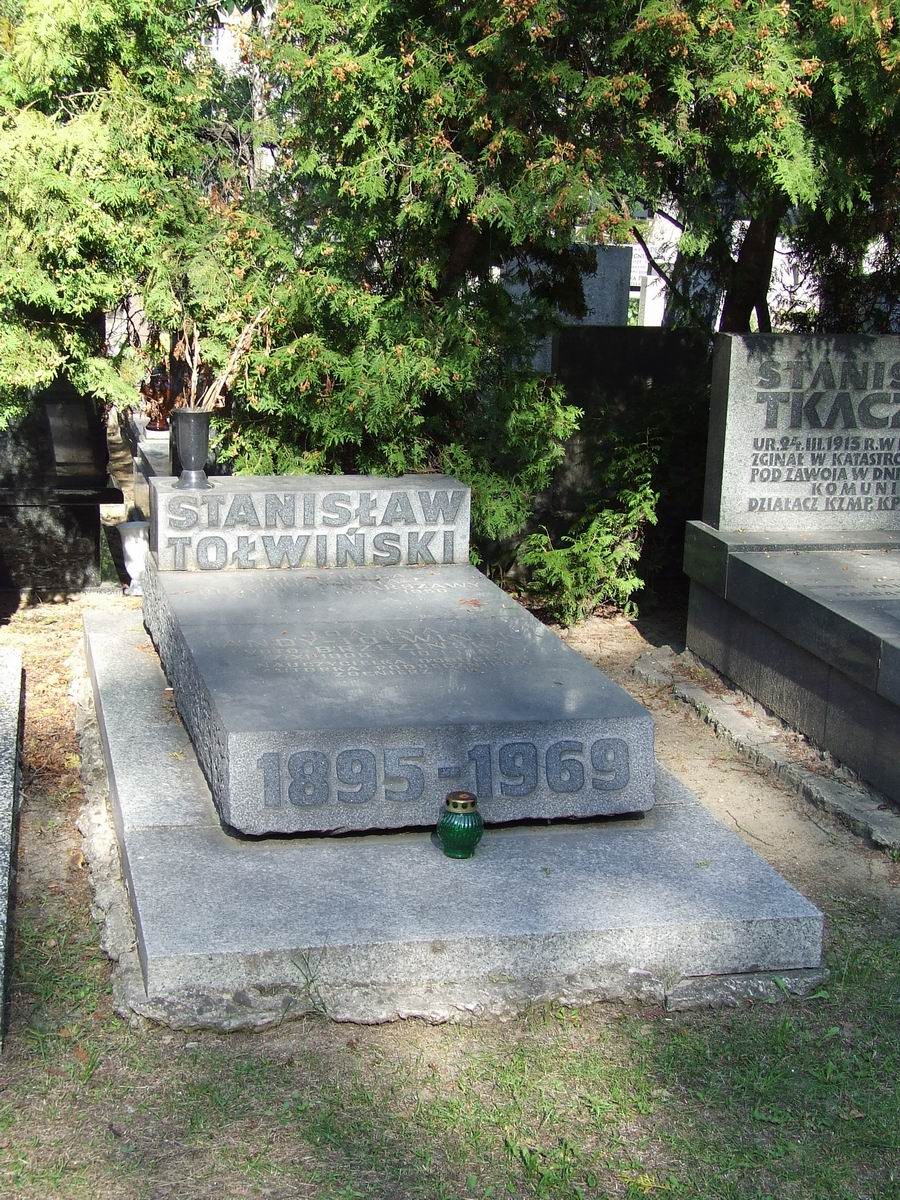
Grabstätte auf dem Warschauer Powązki-Militärfriedhof

Am 31. Dezember 1943 wurde Stanisław Tołwiński als Vertreter der RPPS Mitglied des Nationalrates (Krajowa Rada Narodowa), dem er bis 1947 angehörte. Er war zugleich im Nationalrat Vorsitzender des Ausschusses für Wiederaufbau sowie Vize-Vorsitzender des Ausschusses für Organisation und Kommunalverwaltung. Am 5. März 1945 wurde er als Nachfolger von Marian Spychalski erster Stadtpräsident von Warschau und damit Bürgermeister sowie erster Vorsitzender des Präsidiums des Nationalrats der Hauptstadt. Er bekleidete dieses Amt bis zum 23. Mai 1950 und wurde daraufhin von Jerzy Albrecht abgelöst. 1946 wurde er Mitglied der Polnischen Arbeiterpartei PPR (Polska Partia Robotnicza), die am 5. Januar 1942 im Untergrund in Warschau gegründet wurde. Er wurde 1947 für die PPR Mitglied des Gesetzgebenden Sejm (Sejm Ustawodawczy) und gehörte diesem bis 1952 an. In dieser Zeit war er wiederum Vorsitzender des Ausschusses für Wiederaufbau sowie des Weiteren Mitglied der Ausschüsse für Bauwesen, Kommunal- und Wohnungswirtschaft sowie weiterhin für Organisation und Kommunalverwaltung.
Am 20. November 1952 wurde Stanisław Tołwiński als Kandidat der Polnischen Vereinigten Arbeiterpartei PZPR (Polska Zjednoczona Partia Robotnicza) Mitglied des Sejm und vertrat in diesem in der ersten Legislaturperiode bis zum 20. November 1956 den Wahlkreis Nr. 16 Grudziądz. Er war in dieser Zeit weiterhin Mitglied des Ausschusses für Kommunal- und Wohnungswirtschaft sowie zusätzlich Mitglied des Sonderausschusses zur Prüfung von Gesetzentwürfen im Zusammenhang mit der Reform der Verwaltungsgliederung der Dörfer und Wahlen zu Nationalräten. Zuletzt fungierte er zwischen 1953 und 1967 als stellvertretender Leiter des Büros des Ministerrats (Urząd Rady Ministrów) und war dort zunächst Stellvertreter von Kazimierz Mijal sowie zuletzt seit dem 3. August 1956 von Janusz Wieczorek, der bis zum 12. November 1980 als Szef Urząd Rady Ministrów Leiter des Büros des Ministerrats war. Nach seinem Tode wurde er auf dem Warschauer Powązki-Militärfriedhof beigesetzt.
Tołwiński hatte mehrere Juden in seiner Baufirma beschäftigt, ihnen zu falschen Papieren verholfen und sie in Filialen außerhalb Warschaus untergebracht. Für diese Rettungstaten verlieh ihm 1997 die Gedenkstätte Yad Vashem den Titel Gerechter unter den Völkern aus Polen.

## Veröffentlichungen
- Wspomnienia, 1895–1939, 1970
- Wybór pism, 1975

## Hintergrundliteratur
- Zofia Chyra-Rolic: Stanisław Tołwiński, 1987